# Kõpu (Põhja-Sakala)
Kõpu (Duits: Groß-Köppo) is een plaats in de Estlandse provincie Viljandimaa, gemeente Põhja-Sakala. De plaats heeft de status van groter dorp of vlek (Estisch: alevik).
Tot in oktober 2017 was Kõpu de hoofdplaats van de gemeente Kõpu. In die maand ging Kõpu op in de fusiegemeente Põhja-Sakala.

## Bevolking
De ontwikkeling van de bevolking blijkt uit het volgende staatje:
| Jaar            | 2000 | 2011 | 2021 |
| --------------- | ---- | ---- | ---- |
| Aantal inwoners | 376  | 333  | 293  |

## Ligging
De Põhimaantee 92, de hoofdweg van Tartu via Viljandi naar Kilingi-Nõmme, loopt door Kõpu. De rivier Kõpu stroomt ten oosten van de plaats en passeert Kõpu op een afstand van minder dan een kilometer.

## Geschiedenis
Bij Kõpu zijn sporen van bewoning uit de vroege IJzertijd gevonden.
In 1470 werd melding gemaakt van een weg genaamd Koppeschen Wech. Kõpu zelf werd voor het eerst genoemd in 1560 onder de naam Koppe. In 1593 bestond er een landgoed Kepa, maar dat werd in 1599 ondergeschikt aan de vesting Viljandi. In 1601 werd melding gemaakt van een Koppe-Wacke. Een Wacke was een administratieve eenheid voor een groep boeren met gezamenlijke verplichtingen. In 1638 werd Kõpu genoemd als Hoflage, een niet-zelfstandig landgoed onder Viljandi. In 1698 werd het landgoed een kroondomein onder de koning van Zweden.
In 1800 werd het landgoed opgedeeld in Groß-Köppo (‘Groot-Kõpu’, Estisch: Suure-Kõpu), dat in particuliere handen kwam, en Klein-Kõpu (‘Klein-Kõpu’, Estisch: Väike-Kõpu), dat kroondomein bleef. Väike-Kõpu bestaat nog steeds als dorp en ligt in de gemeente Viljandi vald. In 1805 kwam Groß-Köppo in handen van de familie von Stryk. Het bleef in handen van deze familie tot het in 1919 door het onafhankelijk geworden Estland werd onteigend. Alfred von Stryk was de laatste eigenaar.
Het landhuis van het landgoed dateert uit 1847. De voorganger van dit gebouw was in 1825 uitgebrand. Het neoclassicistische bouwwerk is ontworpen door Emil Julius Strauss. Het heeft twee woonlagen. Het gebouw is symmetrisch en bestaat uit een middendeel en twee vleugels. Het middendeel met de ingang en de beide uiteinden van de vleugels staan wat naar voren. Voor de ingang bevindt zich een portaal met vier Ionische zuilen met een trap ervoor. Sinds 1921 is in het gebouw een school gevestigd.
Ook een aantal bijgebouwen zijn bewaard gebleven in het park rond het landhuis, waaronder een houten gebouw uit de 18e eeuw, dat vermoedelijk tijdelijk als hoofdgebouw heeft gediend in de periode 1825-1847.
In 1860 stichtte de familie von Stryk een machinefabriek die landbouwwerktuigen en zaagmachines maakte. In 1903 brandde het hoofdgebouw van de fabriek uit. In de bijgebouwen werden vanaf dat moment meubels en houten dakpannen geproduceerd.
Tussen 1945 en 1977 was de officiële naam van Kõpu Keskküla, al bleven de namen Kõpu en Suure-Kõpu officieus nog steeds in gebruik. In 1977 kreeg Kõpu officieel de naam Kõpu, kreeg het een deel van het buurdorp Mõisavälja erbij en kreeg het dorp de status van vlek (alevik).

## De kerk van Kõpu
In 1674 kreeg Kõpu een kapel, die in 1780 werd vervangen door een nieuwe. In 1821 werd begonnen met de bouw van een kerk, gewijd aan Sint-Pieter. De kerk was gereed in 1825. Ze was van steen, maar met een houten toren. In 1844 kreeg de kerk een orgel, dat in de jaren 1866-1867 werd vervangen door een nieuw, gebouwd door Guido Knauff. In 1906 werd de kerk grondig gerestaureerd en werd de houten toren vervangen door een stenen. Het altaarstuk illustreert het thema ‘Laat de kinderen tot mij komen’ (Lucas 18:16). Het wordt toegeschreven aan Friedrich Ludwig von Maydell.

## Foto's

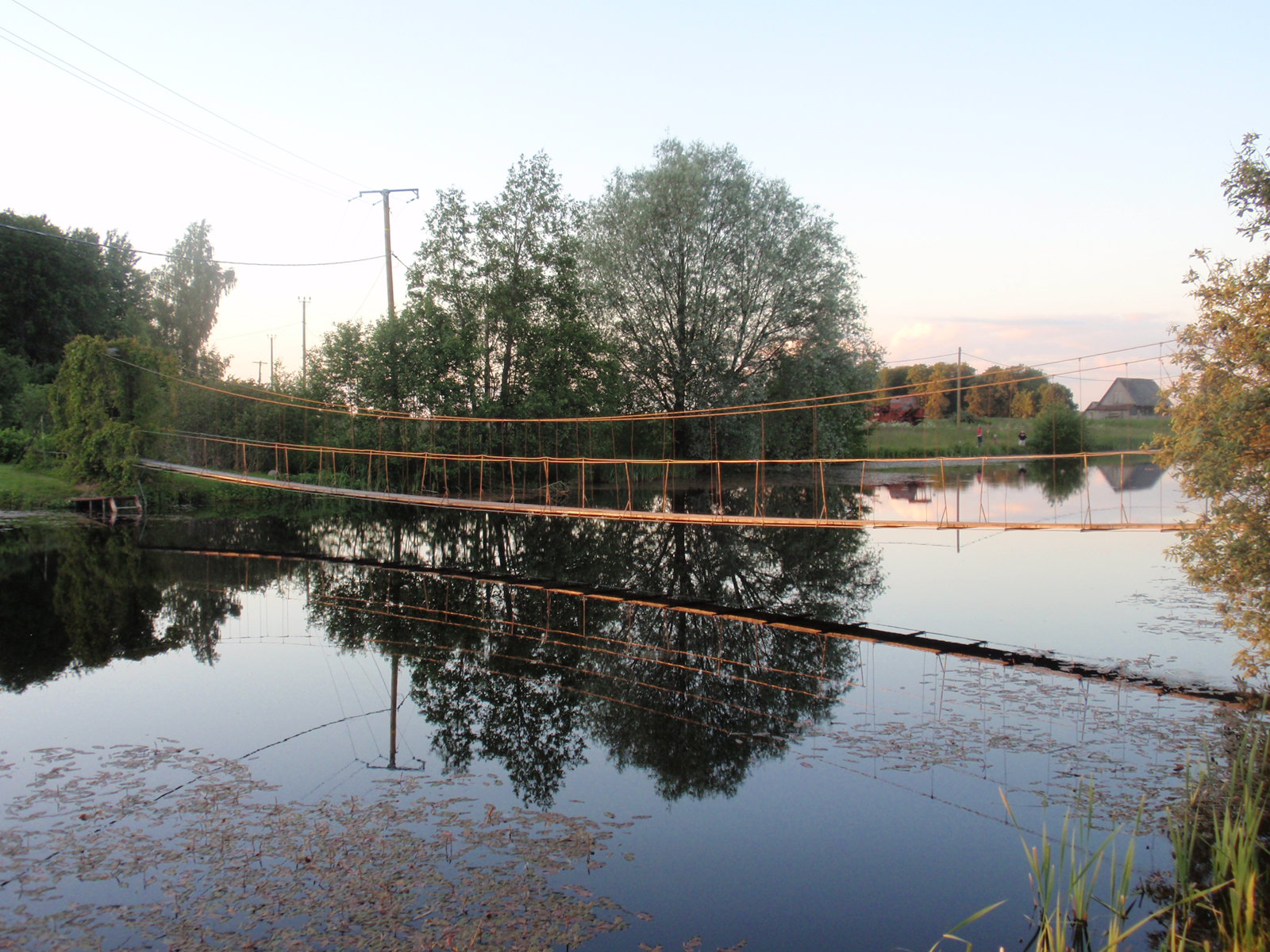
Hangbrug over de beek Koolioja
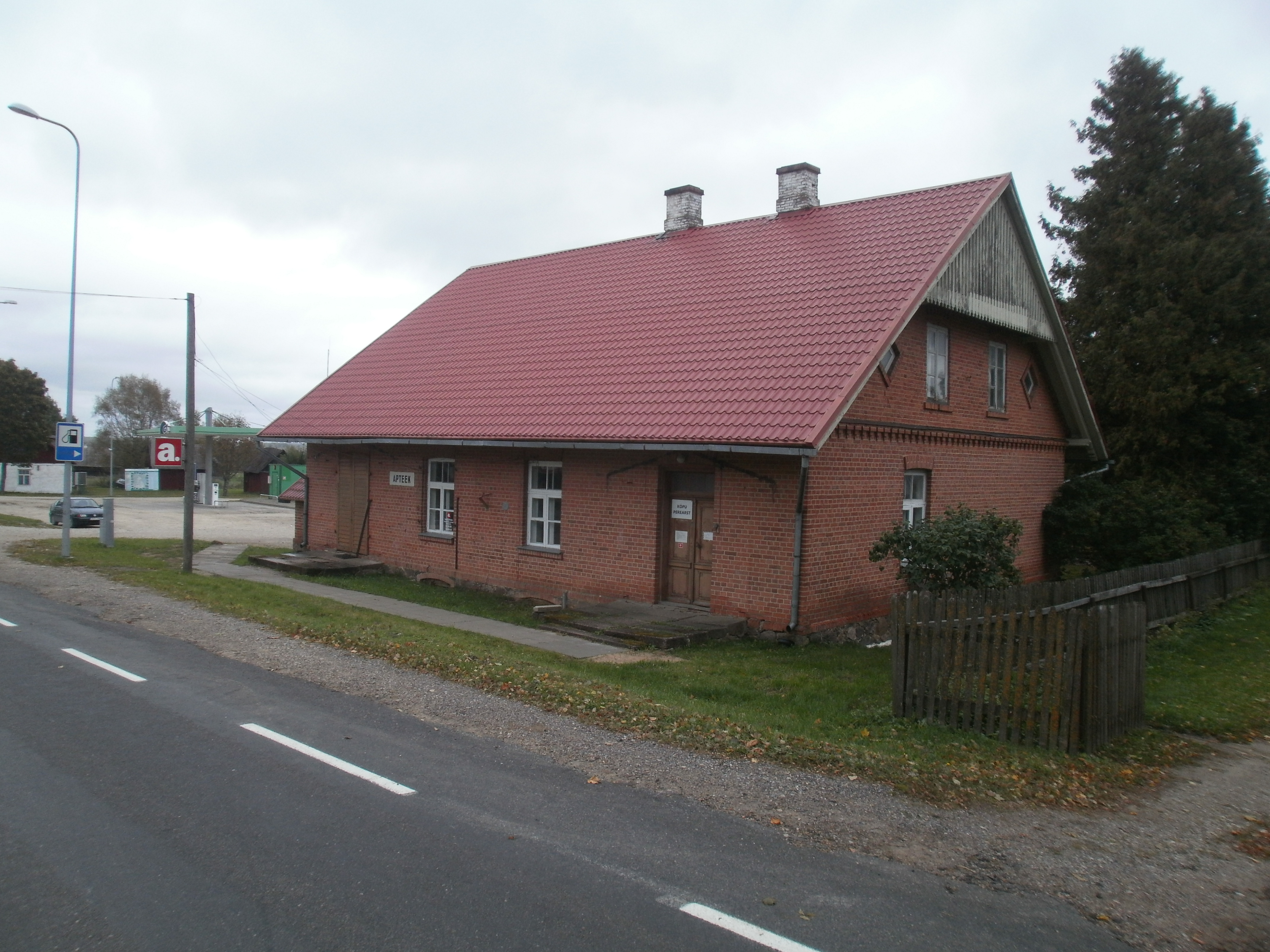
Apotheek
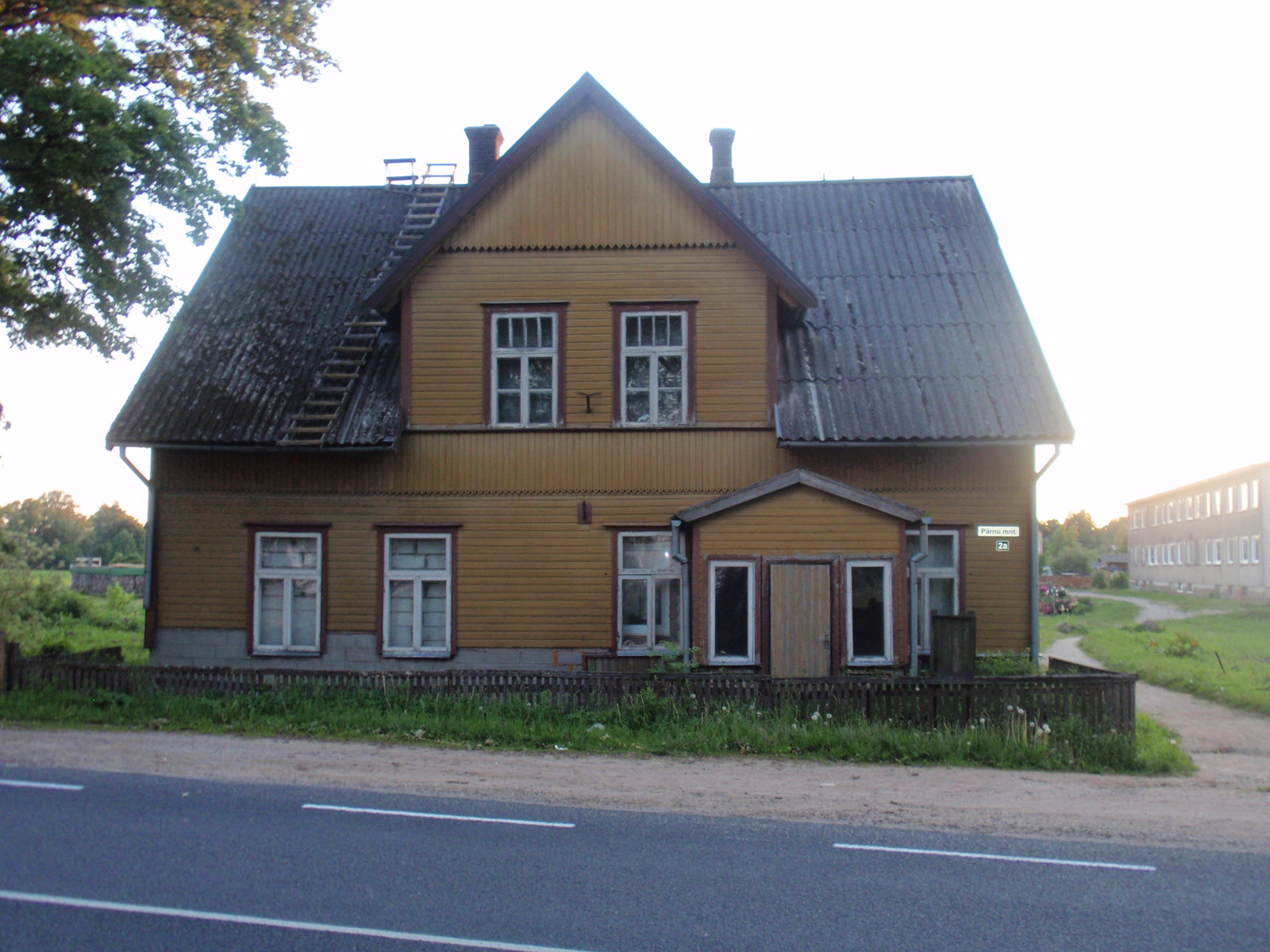
Houten villa
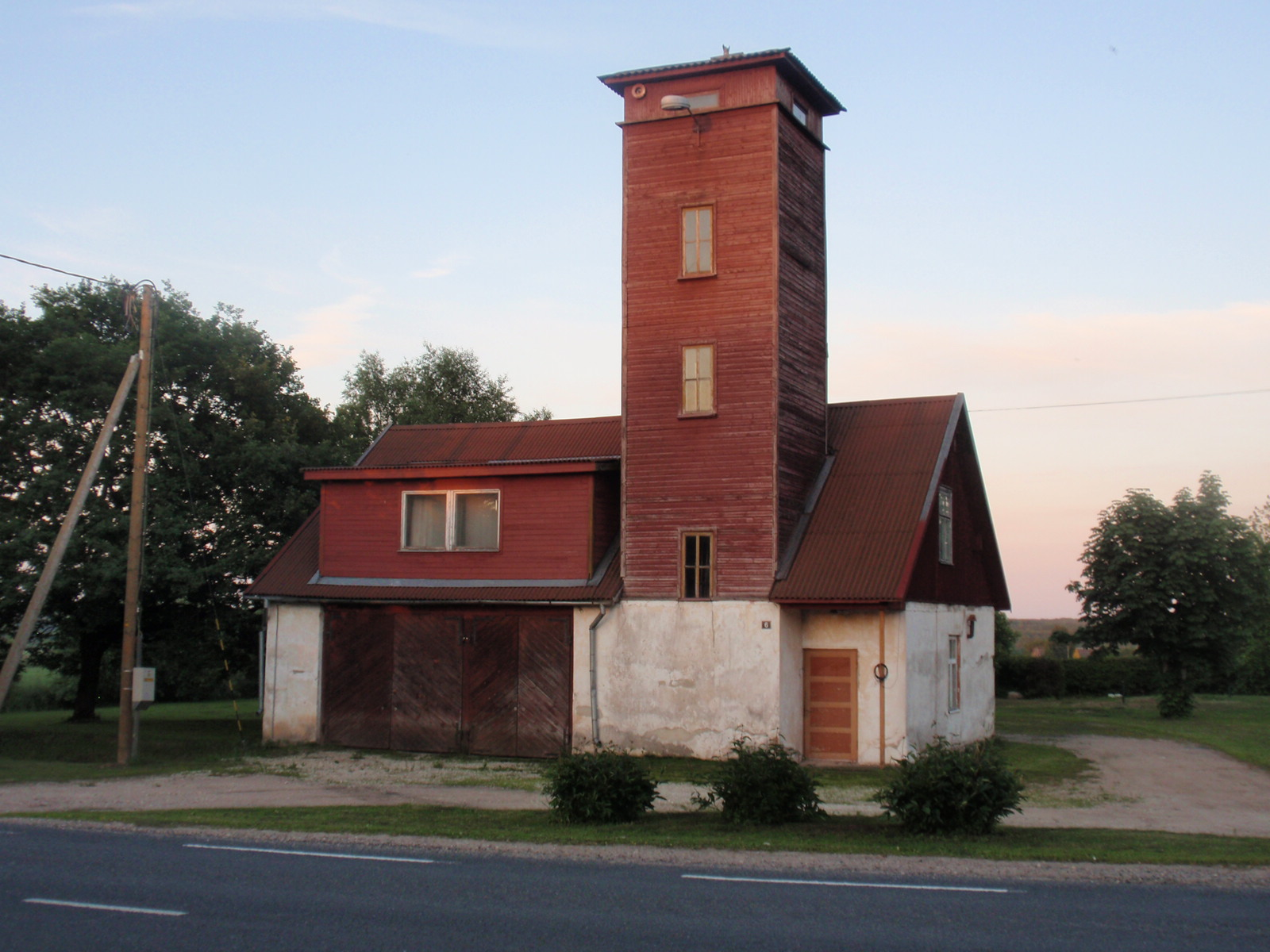
Brandweerkazerne
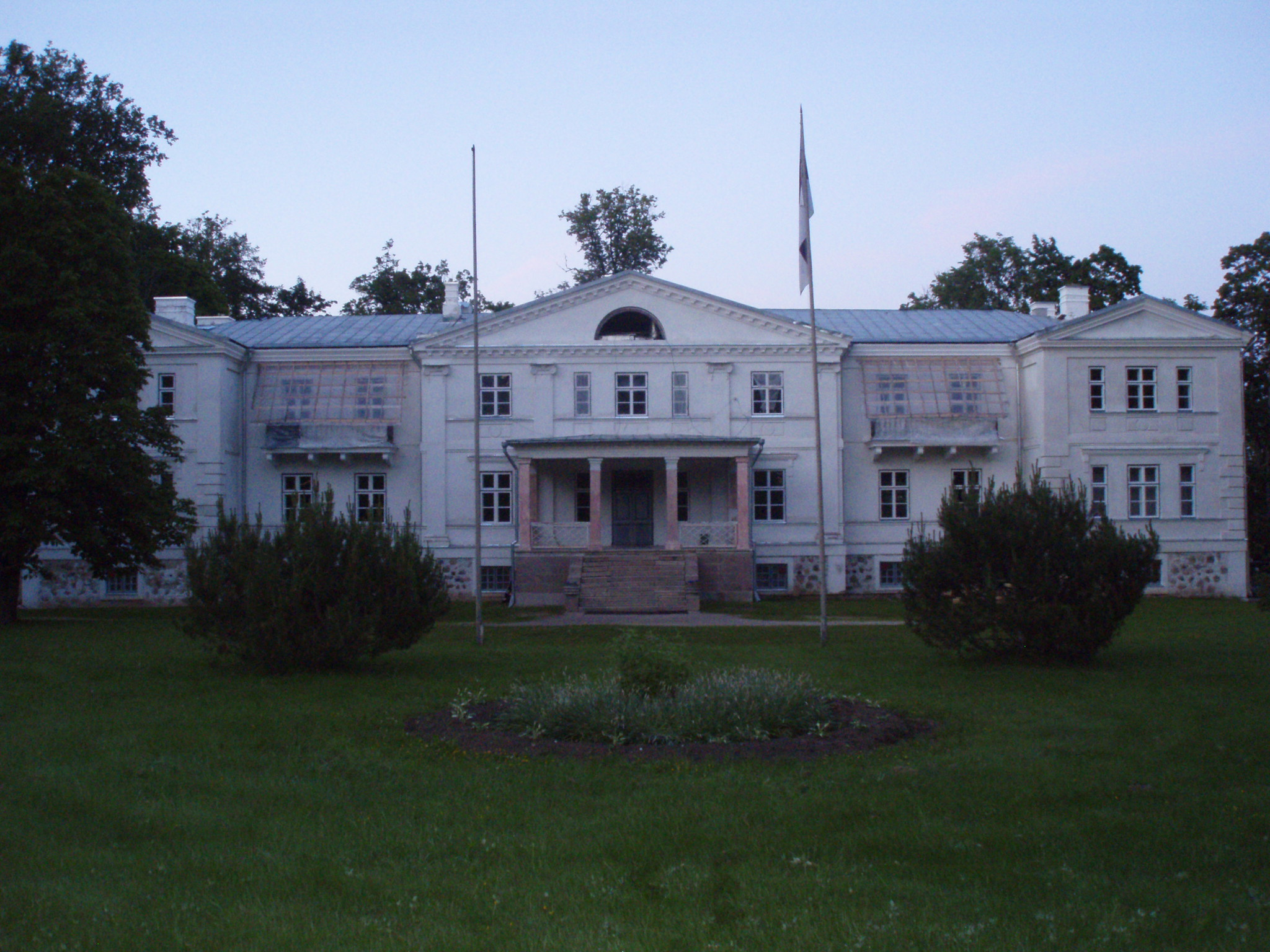
Het landhuis van Kõpu
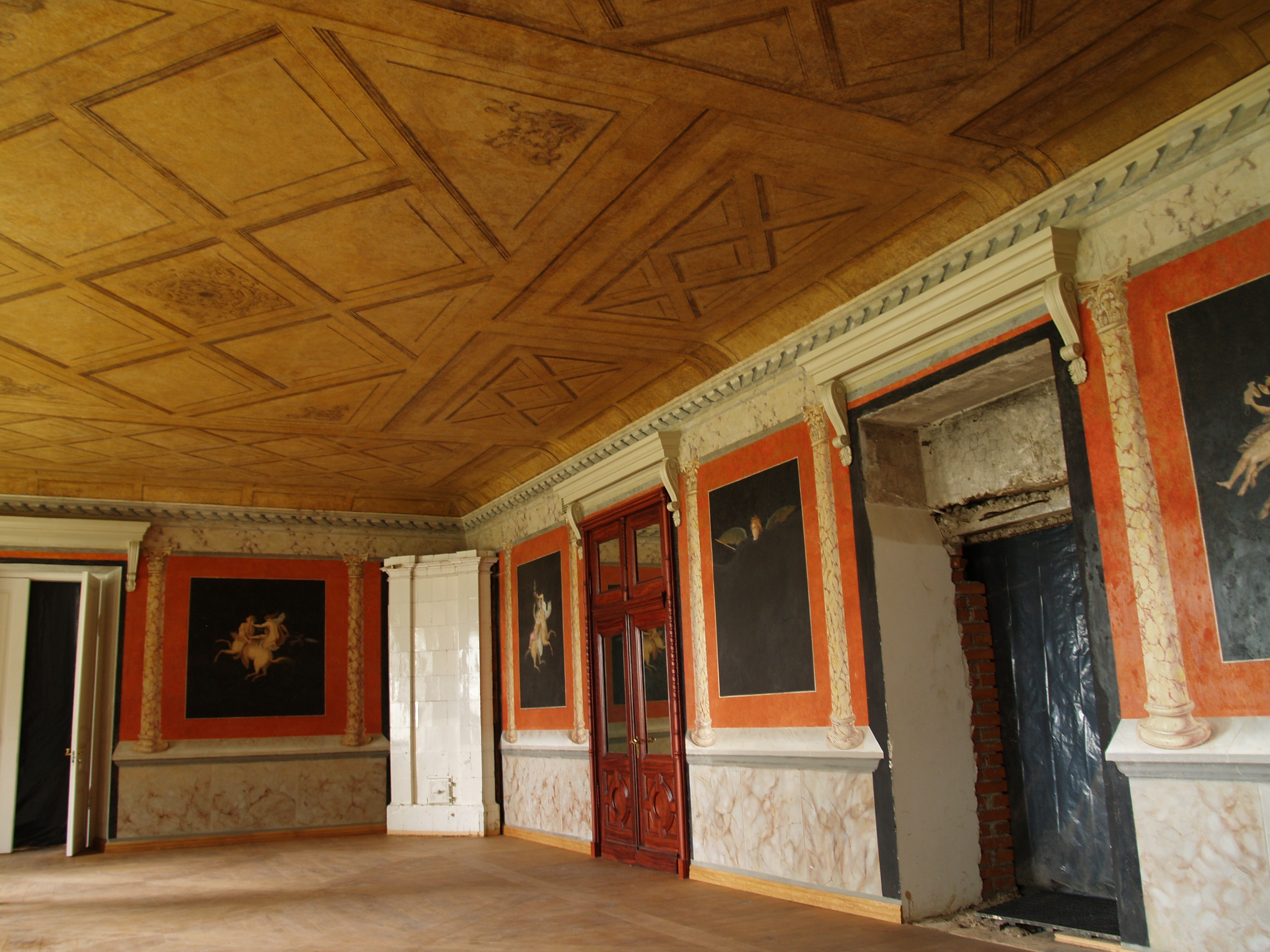
Interieur
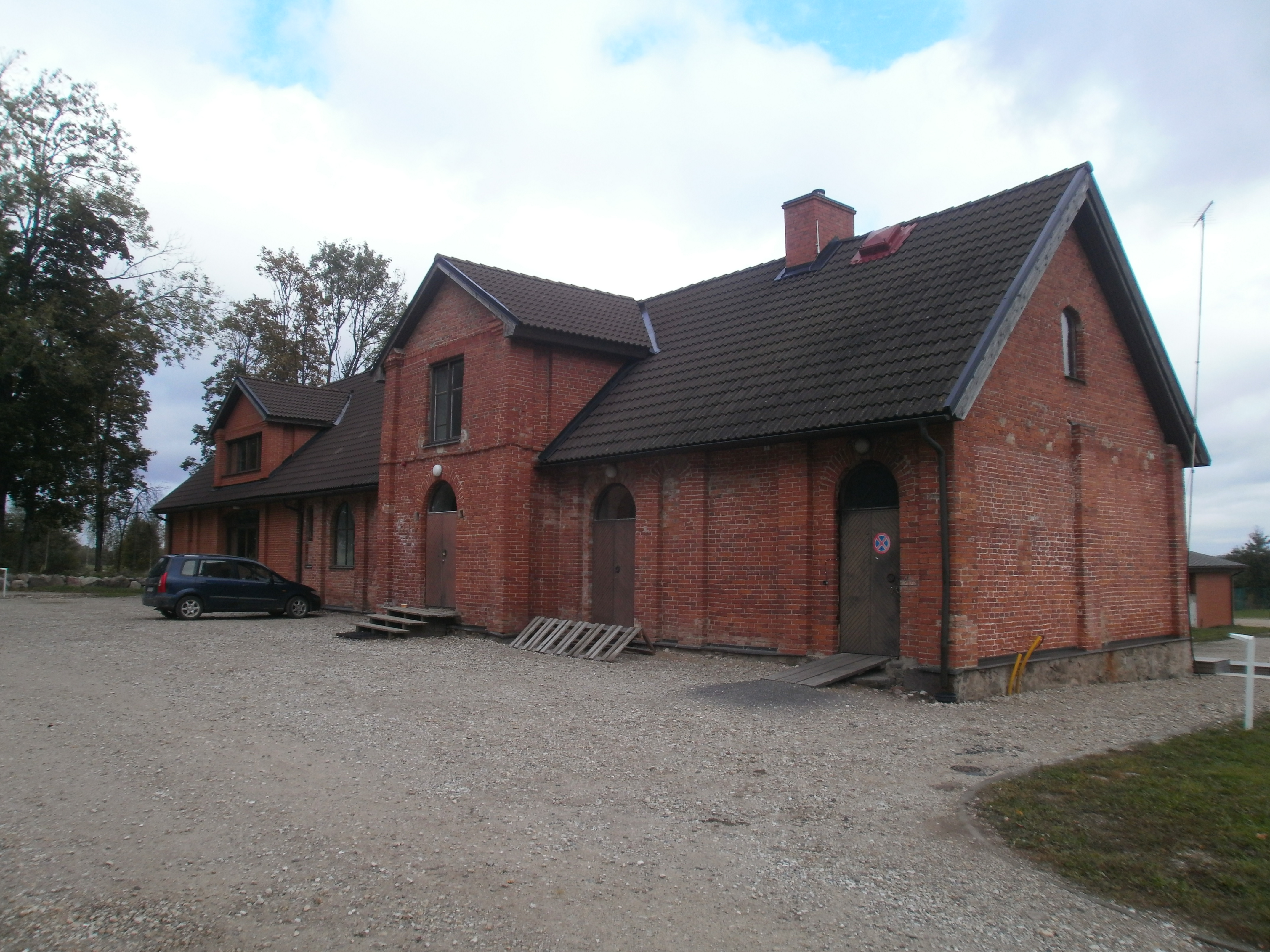
Droogschuur
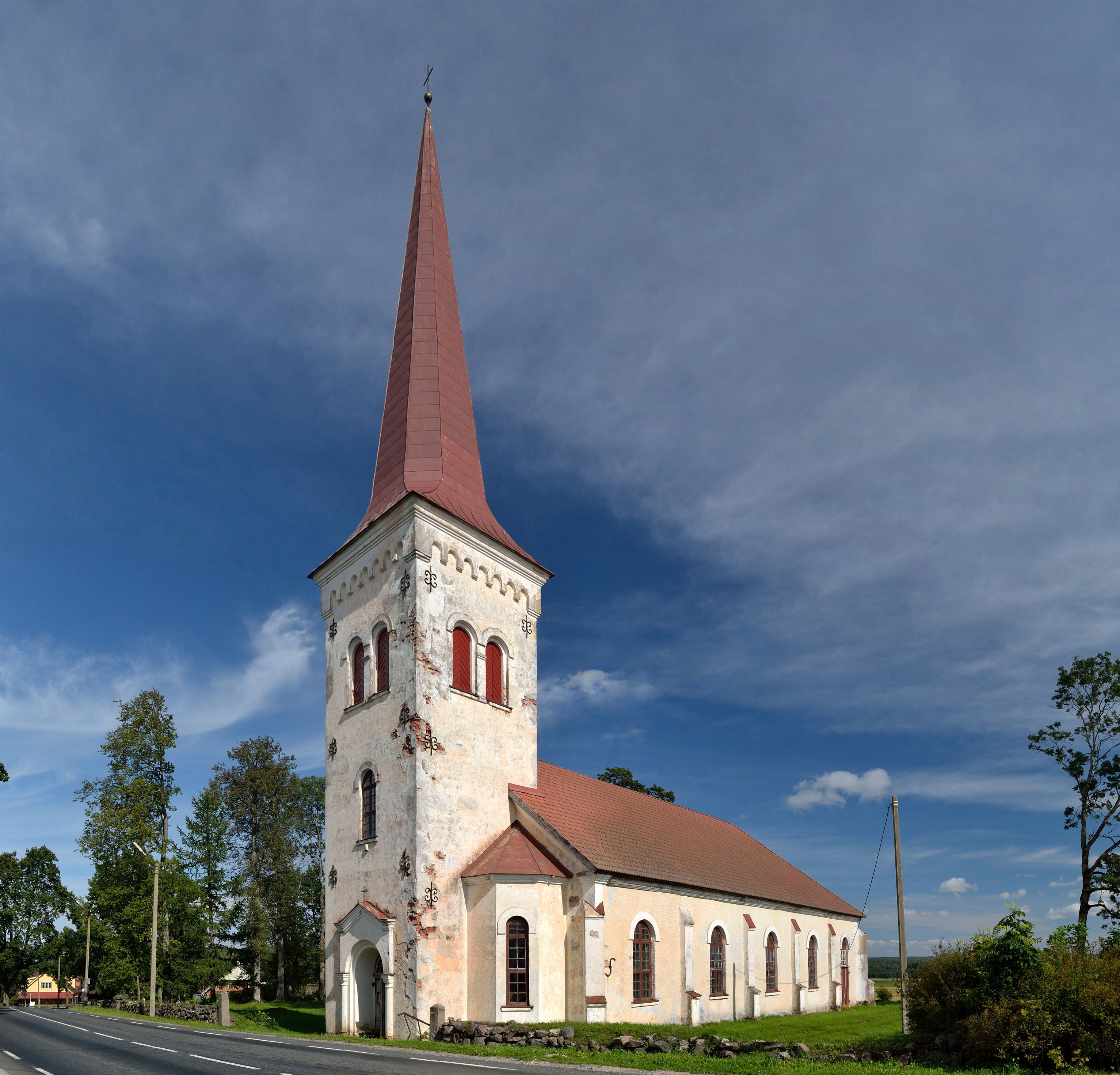
De kerk
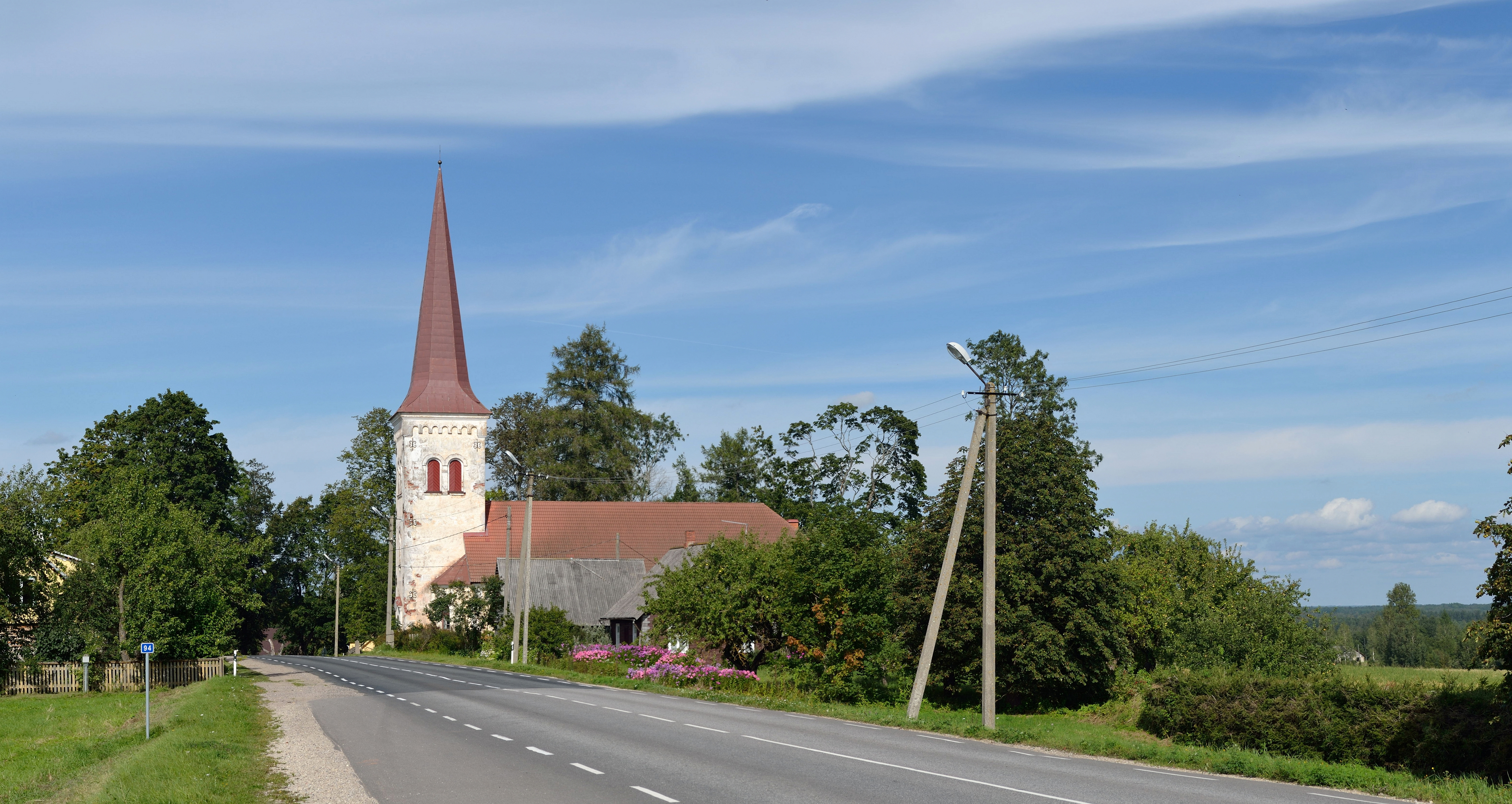
De kerk aan de Põhimaantee 92